# Sinfonía n.º 5 (Arnold)
La Sinfonía n.º 5, Opus 74 de Malcolm Arnold fue encargada por la Cheltenham Festival Society y estrenada en julio de 1961 de la mano de la Orquesta Hallé dirigida por el compositor.

## Movimientos
- Tempestuoso
- Andante con moto
- Con fuoco
- Risoluto

## Descripción
El camino de acercamiento a la música popular iniciado con las sinfonías 3 y 4 de Malcolm Arnold cambia de dirección hacia aspectos no tratados antes en el sinfonismo de Arnold, en lo que se puede considerar punto de inflexión en su recorrido sinfónico. La n.º 5 es una sinfonía más seria y profunda, con el fin de satisfacer la necesidad declarada del propio compositor de expresar cosas nuevas ("había tantas cosas todavía que necesitaba decir musicalmente").
La obra, en cuatro tiempos (como su predecesora), comienza con una intervención interrogativa del oboe, que introduce el tema que irá desarrollando el resto de la orquesta en un tono nervioso y tenso, que desemboca en un estado de clímax muy tranquilo. Se trata de un nuevo ejemplo de la presencia de pulsos contrapuestos en la personalidad de Arnold.
El segundo tiempo, la más 'Mahleriana' de sus creaciones musicales, es, probablemente, el mejor valorado de toda su producción sinfónica. Se trata de un movimiento lento y sensible, sentimental a la par que sentido. Las cuerdas, en un comienzo ricamente armonizado, plantean el tema principal del movimiento, al que se contrapone el tema planteado por la flauta travesera. Así, se da paso a un tema más fuerte en volumen, con una mayor intervención de los instrumentos de viento-metal en detrimento de las cuerdas: se trata de un nuevo ejemplo de la lucha interna de las dos personalidades contrapuestas del compositor. Esta tensión se desvanece con la intervención de la flauta y la vuelta del primer tema del movimiento, que termina de una forma relajada y tranquila.
El tercer movimiento, un scherzo, es típicamente 'Arnoldiano'. La tensión olvidada en el segundo movimiento vuelve a tomar el protagonismo, sólo interrumpida por las intervenciones del viento, que introduce una melodía imitativa del pop de los años 1950.
El cuarto movimiento, y como es habitual en el sinfonismo de Arnold, introduce una sutil marcha militar de la mano del flautín y de la percusión, con breves intervenciones del viento metal. El tiempo se desarrolla con intervenciones extremas de las cuerdas en un registro muy agudo, en constante discusión con potentes intervenciones de los vientos de metal sobre el colchón rítmico de la percusión. El movimiento toma un camino ascendente muy potente que progresivamente da paso a una vuelta del tema principal del segundo movimiento de la sinfonía a un volumen mucho mayor y más dramático. Tras su desarrollo íntegro y un crescendo de la orquesta al completo, la sinfonía cae en un final más tranquilo pero de aire triste, en el que la cuerda en pianísimo forma un colchón armónico, dejando el protagonismo a las campanas que hace sonar la percusión y que ya habían sido empleadas en el primer movimiento. La sinfonía finaliza con tres Mis interpretados por los violoncellos y contrabajos.
En el momento del estreno de la Quinta Sinfonía la acogida de público y de la crítica fue nefasta. Una crítica en el London Times inglés calificó la sinfonía como "el fruto de una mente creadora en un avanzado estado de desintegración". Otro crítico dijo que "lo mejor que se puede hacer es decir lo menos posible de ella [la quinta sinfonía]". Dichas críticas, muchas del tono de las mencionadas, afectaron seriamente a la moral de Arnold, que terminó por apartarla. No fue hasta los años 1970 cuando, con una grabación dirigida por el propio Arnold, la Quinta Sinfonía recondujo su historia, al comenzar a hacerse popular y a recibir críticas positivas. Hoy es considerada por muchos su mejor obra y una de las más significativas sinfonías inglesas del siglo XX.